# Harrislee
Harrislee (dänisch Harreslev) ist eine amtsfreie Gemeinde südöstlich der deutsch-dänischen Grenze im Kreis Schleswig-Flensburg.

## Geographie

### Geographische Lage
Das Gemeindegebiet von Harrislee erstreckt sich am westlichen Ufer der Flensburger Förde der Ostsee im Naturraum der Schleswiger Vorgeest  bis ein Stück hinein in die Förde. Die überwiegend den Grenzverlauf zu Dänemark markierende Krusau (dänisch Kruså) beginnt mit dem Abfluss aus dem im Gemeindegebiet gelegenen Niehussee. Sie mündet am nördlichen Siedlungsrand des Ortsteils Wassersleben in das Fördebecken.
Vom Gemeindegebiet aus sind an zwei Grenzübergängen Fahrten ins angrenzende Dänemark möglich. Diese führen nach Padborg (deutsch Pattburg) und Bov-Kruså (deutsch (Bau-)Krusau). Mehrere kleinere Grenzübergänge, darunter Schusterkate beim Ortsteil Wassersleben, sind nur für Fußgänger und Radfahrer geöffnet.
Infolge des Zusammenwachsens vom gemeindezugehörigen Hauptort mit den angrenzenden Flensburger Stadtteilen Nordstadt und Westliche Höhe wird die Gemeinde Harrislee häufig als Flensburger Vorort wahrgenommen.

### Gemeindegliederung
Neben dem Hauptort gleichen Namens, liegen gemäß dem Wohnplatzverzeichnis Schleswig-Holstein von 1987 das Dorf Niehuus, sowie die Siedlungen Kupfermühle und Wassersleben im Gemeindegebiet.
In anderen Publikationen wird darüber hinaus weiter differenziert:
- der Ort Harrislee besteht aus Harrislee-Dorf[6] und Harrisleefeld (Harreslevmark) sowie dem Ortsteil Slukefter sowie Musbek (Musbæk) und Berghof (Bjerggård)[7]. In neuerer Zeit entstand neben dem Harrisleer Zentrum im Westen das Ortsgebiet Erdbeerfeld.[8] Zum Ort hinzuzurechnen ist zudem Harrisleehof (Harreslevgaard), eine kleine abseits gelegene Siedlung direkt an der Gemeindegrenze zu Flensburg, auf dessen Seite ebenfalls eine Bebauung vorhanden ist und mit Harrisleehof die kleine Siedlung bildet.
- Klueshof (Klusgaard[9]), eigentlich ein kleiner Teil von Klues[10], das heute ein Stadtbezirk von Flensburg ist. Klueshof liegt nahe dem Ortsteil Slukefter und ist über diesen Ortsteil eng mit Flensburg verwachsen.
- Kupfermühle (Kobbermølle), liegt direkt nördlich von Wassersleben
- Wassersleben (Sosti),[11] entstand als ein Villen-Vorort Flensburgs
- Niehuus (Nyhus), im Nordosten der Gemeinde Harrislee, inmitten des Krusauer Tunneltals
- Karlsberg (Carlsbjerg[12]), ein kleiner Ort im Norden der Gemeinde
- Simondys, ein Randbereich der Streusiedlung, gehört zu Harrislee, der Rest der Siedlung gehört zu einem Großteil zu Handewitt und ein kleiner Teil zum dänischen Gebiet Bau
- die Zollsiedlung, die an der deutsch-dänischen Grenze entstanden ist[13][14]

### Nachbargemeinden
Angrenzende Gemeindegebiete von Harrislee sind:
|           | Kommune Apenrade                            |  |
| Handewitt | Kompassrose, die auf Nachbargemeinden zeigt |  |
|           | Flensburg                                   |  |

Auf Flensburger Stadtgebiet direkt angrenzend befinden sich die Stadtteile Friesischer Berg, Westliche Höhe und Nordstadt. Angrenzende Orte auf Seite der dänischen Aabenraa Kommune sind Kirchspielsgemeinde Bau (Bov Sogn) mit dem Ort Kruså, sowie Padborg.

## Geschichte

### Anfänge
Das Gemeindegebiet von Harrislee ist seit grauer Vorzeit besiedelt, was unter anderem durch die Existenz von drei Großsteingräbern (zwei Hünenbetten und ein erweiterter Dolmen) belegt ist. 1345 wurde die Burg Niehuus errichtet, die Flensburg nach Norden hin schützen sollte (vgl. Flensburger Stadtbefestigung). Nach dem Bau der Duburg, die sich oberhalb der Stadt befand, wurde die Burg Niehuus jedoch schon im Jahre 1431 zerstört und aufgegeben. Mit der Burg Niehuus war aber auch das kleine Dorf Niehuus entstanden, das im Gegensatz zur Burg heute noch existiert und im Jahre 1371 erstmals erwähnt wurde. Das Dorf Harrislee, nach dem die Gemeinde benannt ist, wurde zuvor schon im Domkapitel zu Schleswig im Jahr 1352 als „Haringslof“ (Personenname Hari und dänisch lev, in der Bedeutung ‚Erbeigentum des Hari‘) zum ersten Mal erwähnt. Es folgten Klues, erstmals erwähnt 1399, Kupfermühle, erstmals erwähnt 1652, sowie Wassersleben, erstmals erwähnt im Jahre 1872.

### Ziegeleistandort
Ein alter, bedeutender Wirtschaftszweig im Flensburger Raum waren die Ziegeleien, deren es zeitweise sechs auf dem heutigen Gemeindegebiet gab, an der Förde waren es in der Blütezeit insgesamt mehr als 70. Eine dieser Ziegeleien befand sich bei Wassersleben, eine andere bei Karlsberg. Weitere Ziegeleien befanden sich rund um Harrisleefeld. Um 1900 wuchs das Arbeiterviertel Harrisleefeld baulich mit der stark industrialisierten Flensburger Nordstadt zusammen. Im Harrisleer Gebiet verschwand als letztes im Jahr 1970 die „Ziegelei am Ochsenweg“ bei Harrisleehof.

### Ursprüngliche Zugehörigkeiten
Das Harrisleer Gebiet gehörte ursprünglich zur Wiesharde im Amt Flensburg. Einzelne Stellen unterstanden jedoch dem Eigentum und der Jurisdiktion der Flensburger Großkirchen St. Marien und St. Nikolai (bis 1853) sowie dem Schleswiger Domkapitel (bis 1658 bzw. 1777, als das Domkapitelsamt aufgelöst wurde).
Nachdem das Herzogtum Schleswig 1864 an den preußischen Staat gefallen war, wurde Harrislee, das zum Kirchspiel Handewitt gehörte, eine eigenständige Landgemeinde. Sie war umgeben von den Gemeinden Niehuus (Vgl. Amtsbezirk Bau), Fröslee, Ellund und Handewitt und der Stadt Flensburg. Nach der Volksabstimmung in Schleswig im Jahr 1920, kamen Fröslee, Bau und Padborg zu Dänemark und die heutige deutsch-dänische Grenze wurde eingerichtet. In Folge entstand an der Grenze bei Harrislee die Zollsiedlung. Harrislee sollte nach der anschließenden Zwangsfusion in den 1930er Jahren zur Grenzgemeinde werden. In der Zeit nach der Grenzziehung, im Jahr 1928, erhielt Harrislee mit der Versöhnungskirche eine eigene Kirche.

### Schaffung der Gemeinde Harrislee durch Zwangsfusion
1938 in der NS-Zeit erfolgte auf Befehl des Oberpräsidenten der Provinz Schleswig-Holsteins die Eingemeindung der Ortschaft Kupfermühle und der Ortschaft Niehuus zu der auch Wassersleben und ein Teil von Klues gehörte. Die in einem Schreiben vom 28. Februar 1938 befohlene Maßnahme führte zur Abschaffung der ehrenamtlichen Bürgermeister der drei betroffenen Orte zum 1. Oktober 1938. Die ehrenamtlichen Bürgermeister und Bürger vor Ort wurden zur Eingemeindung nicht befragt. Die im Rahmen der Gleichschaltung vollzogene Zusammenlegung der Ortschaften Harrislee mit 2000 Einwohnern, Kupfermühle mit 500 Menschen sowie Niehuus mit 380 Menschen führte zu einer Gemeindegröße, die zur Schaffung eines hauptamtlichen Bürgermeisterpostens reichte, der anschließend an ein NSDAP-Parteimitglied vergeben wurde. Der SA-Standartenführer Peter Ingwersen wurde zum Bürgermeister ernannt und führte das Amt bis zur Kapitulation aus. Die Zusammenlegung der drei einzelnen Gemeinden in den 1930er Jahren wurde erst im Laufe der Zeit akzeptiert.

### Zeit des Zweiten Weltkrieges
Nach Beginn des Zweiten Weltkrieges begannen im Jahr 1940 vereinzelte Luftangriffe in Schleswig-Holstein. In Folge wurden ausgebombte Bürger aus den Städten des Landes, insbesondere Frauen und Kinder, auch in die Gemeinde Harrislee evakuiert. Die Luftangriffe auf Flensburg betrafen Harrislee offenbar kaum. In der Nacht vom 1. zum 2. Oktober 1942 stürzte lediglich eine Handley Page Halifax W7710 bei Niehuus ab.

### Grenzverschiebungen zwischen Flensburg und Harrislee nach dem Zweiten Weltkrieg
Nach dem Zweiten Weltkrieg nahm Harrislee vor allem durch den Grenzhandel einen erheblichen Aufschwung. Nahe dem Ochsenweg entstanden ausgedehnte Industriegebiete, in denen sich besonders dänische Firmen niedergelassen haben, um von hier aus ihre Deutschland-Geschäfte zu koordinieren. Seit den 1960er Jahren nahm auch die Wohnbevölkerung stetig zu, nicht zuletzt durch Zuzügler aus dem Zentrum Flensburg des Ballungsgebietes, so dass die über 10.000 Einwohner starke Gemeinde heute weitgehend den Charakter einer Flensburger Vorstadt hat. Trotz wiederholten Vorschlags durch die Stadt Flensburg beharrt die Gemeinde Harrislee seit den 1970er Jahren auf ihrer bekräftigten Eigenständigkeit.
Im Jahre 1971 trat Flensburg die Bucht von Wassersleben an Harrislee ab, womit die Gemeinde Möglichkeiten zur Gestaltung des heutigen aufgespülten Strandes erhielt.
Zuletzt wurde 1972 die Grenze zwischen Flensburg und Harrislee auf den Verlauf der Westtangente angepasst, so dass die Straße heute überwiegend die Gemeindegrenze nachzeichnet.
Seitdem befinden sich mehrere der alten Flensburger Grenzsteine auf Harrisleer Gebiet.
Am 24. März 1974 wurde Harrislee mit sämtlichen anderen Gemeinden des aufgelösten Kreises Flensburg-Land Teil des neu gebildeten Kreises Schleswig-Flensburg. Seit ungefähr 2015 ist die Stadt Flensburg so stark nachverdichtet, dass dort kein neuer Wohnraum mehr geschaffen werden kann. Das Wachstum der Stadt und des Umlandes wird dadurch gehemmt und das Thema Eingemeindung spielt folglich wieder eine Rolle.

### Die Gemeinde heute
Durch langfristige Siedlungsplanung sind die Ortsteile Harrislee-Dorf, Slukefter und Harrisleefeld zum heutigen Ort Harrislee zusammengewachsen. Im Juni 2015 veröffentlichte Harrislee einen Imagefilm für die Gemeinde, um Investoren, Neubürger und auch Touristen zu werben. In diesem Zusammenhang wurde auch mehrfach auf die Nähe und Einzigartigkeit von Flensburg hingewiesen. Harrislee sei ein Ort, wo es sich gut leben, wohnen und arbeiten ließe.

Das Grundlogo an Stelle eines Wappens symbolisiert heute die Gemeinde. Verwendet wird es beispielsweise bei Straßenschildern. An der Pfeilspitze steht jeweils der Name der Einrichtung der Gemeinde.
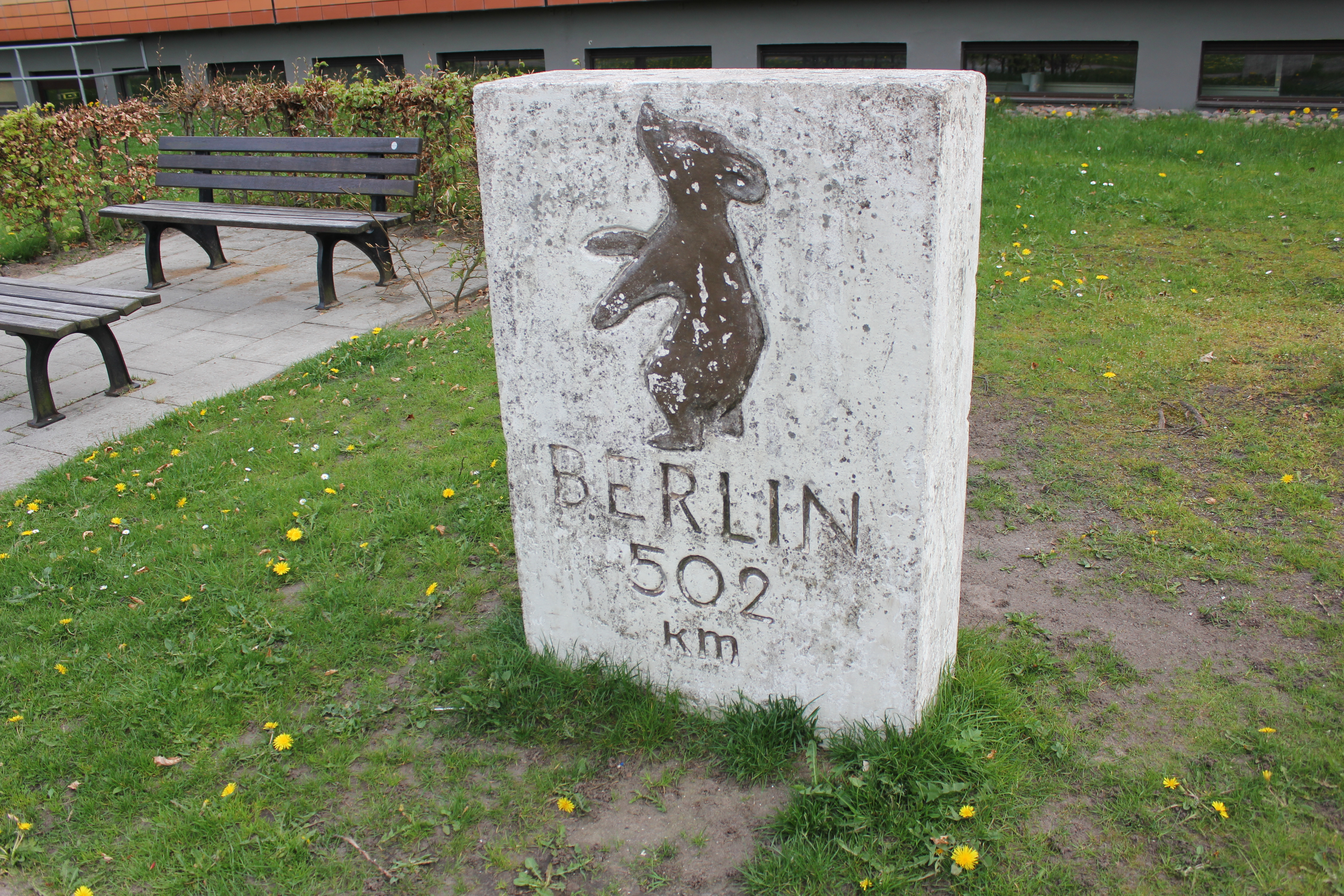
Berliner Meilenstein mit Berliner Bär bei der Zentralschule; etwas Ähnliches war beim Deutschen Haus (nahe der Flensburger Innenstadt) geplant.
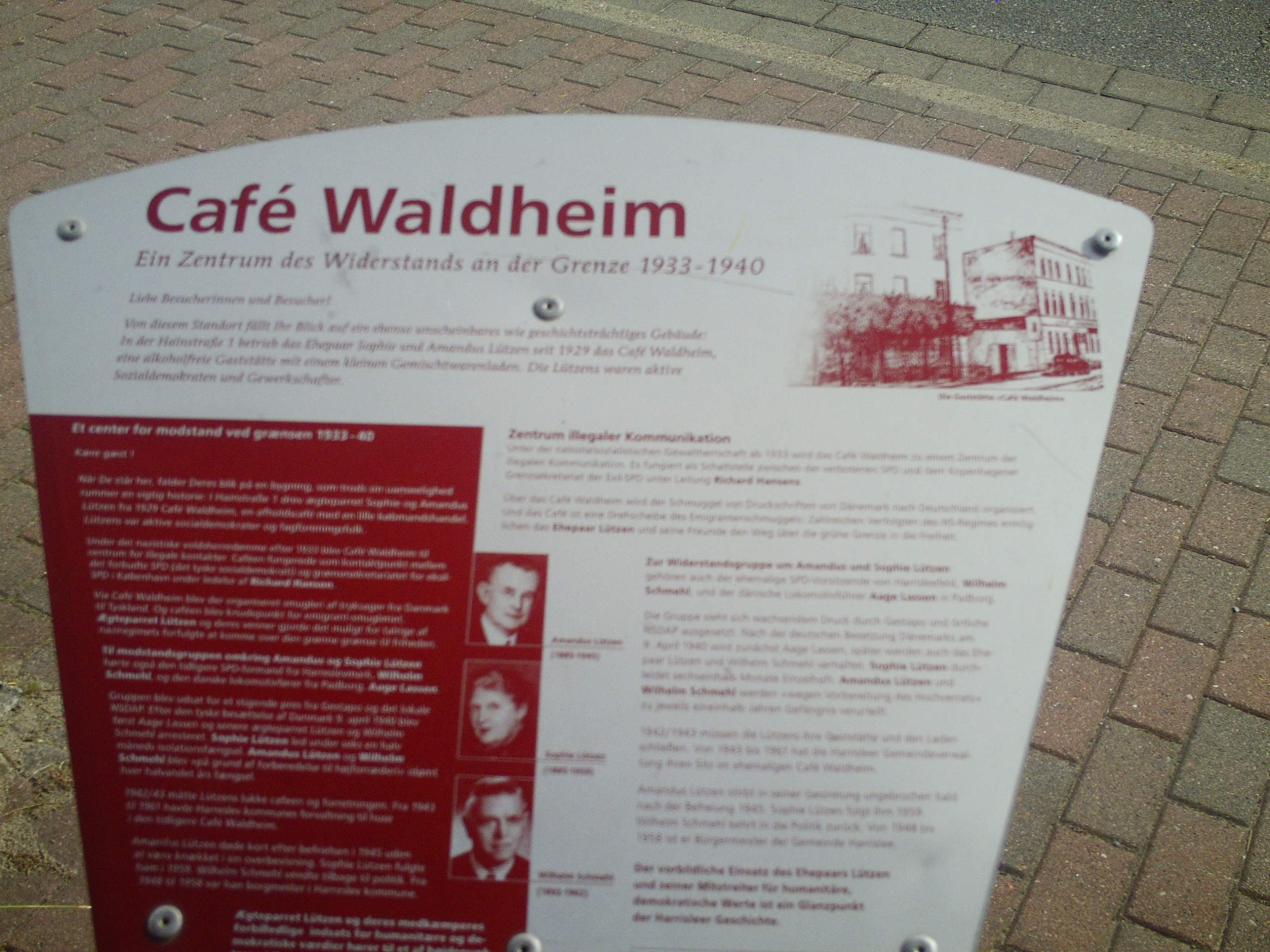
Infotafel zum Café Waldheim in Harrislee
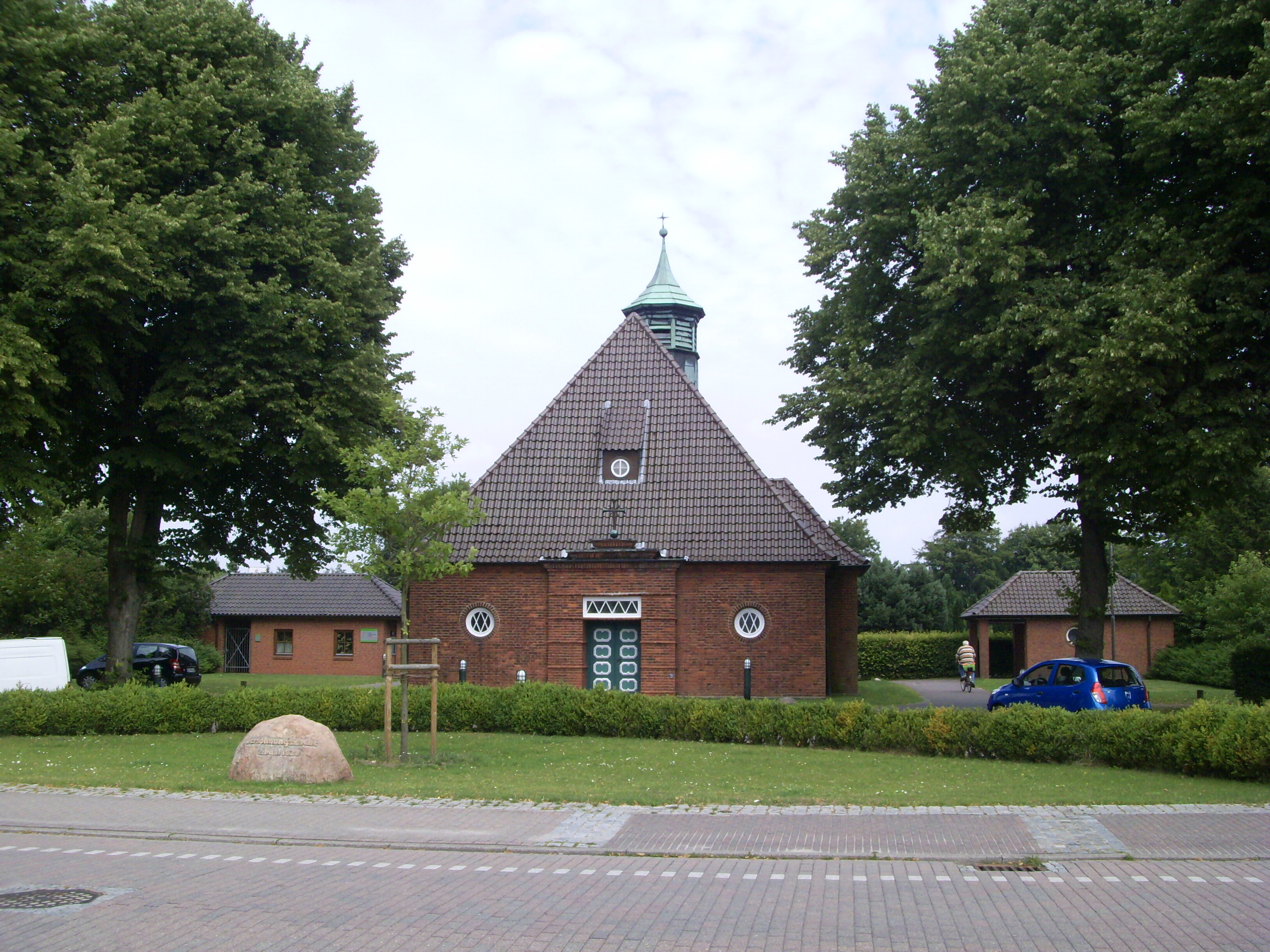
Die deutsche evangelische Kirche in Harrislee
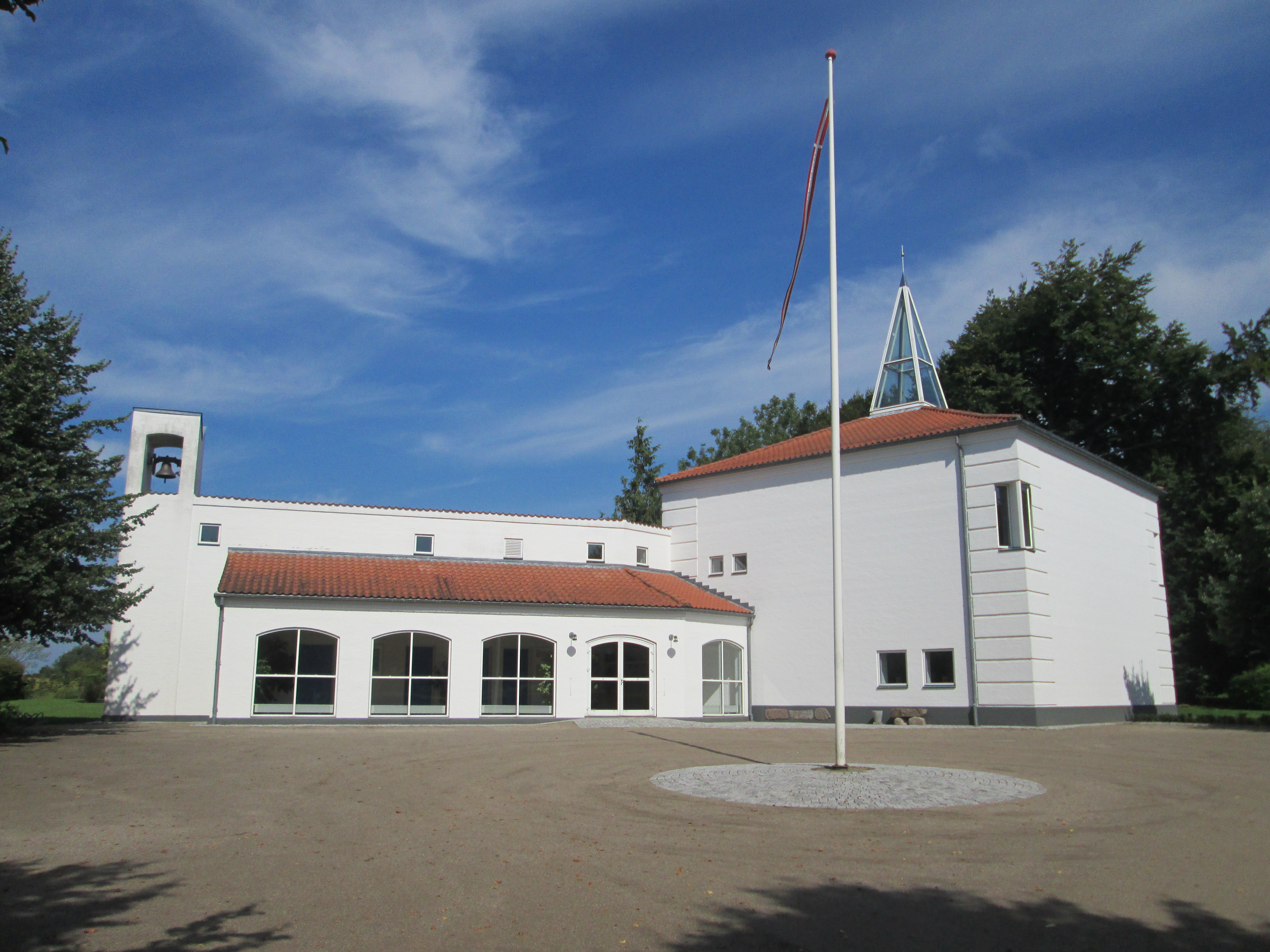
Die dänische Kirche in Harrislee
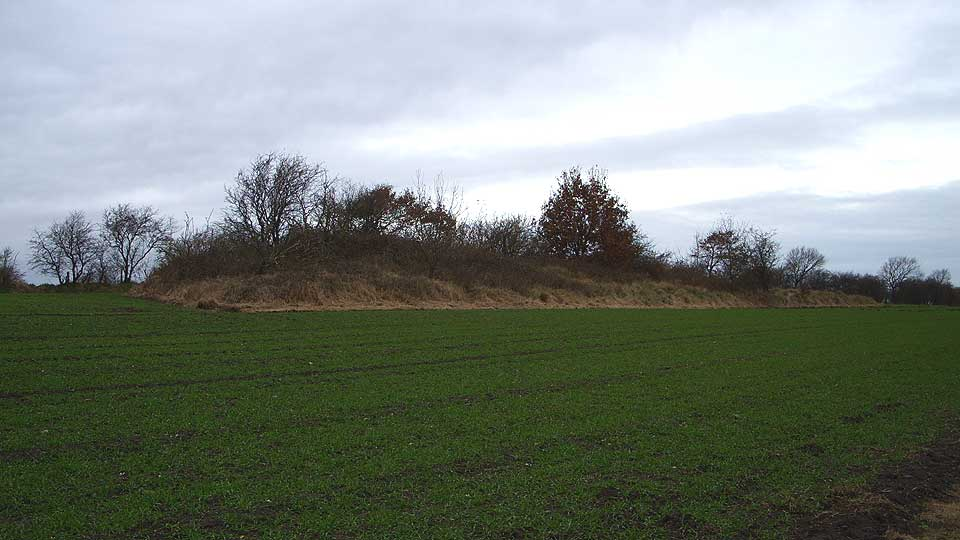
Langbetten von Harrislee
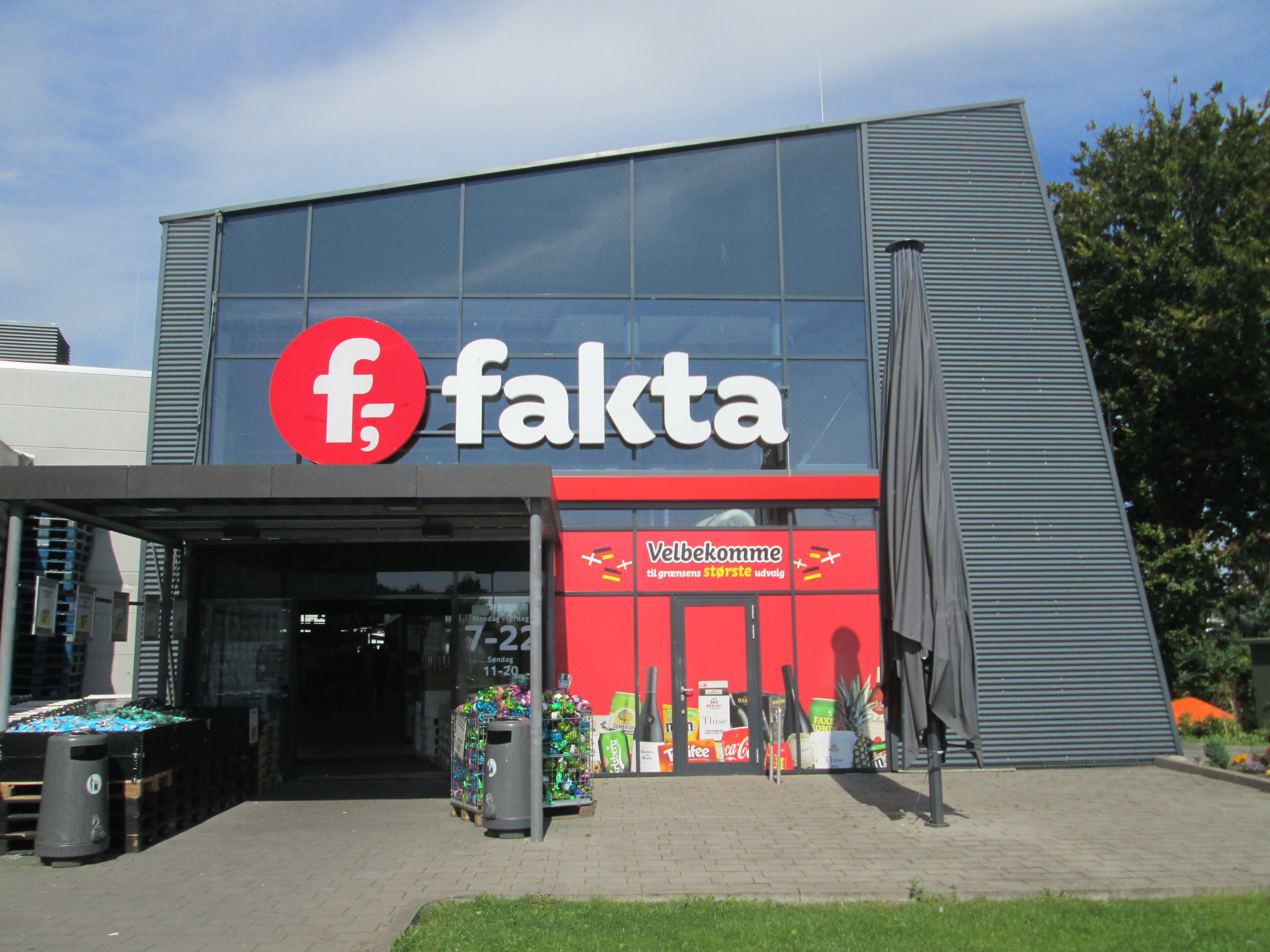
Grenzsupermarkt Fakta in Harrislee

## Religion
In Harrislee gibt es
- die evangelisch-lutherische Versöhnungskirche, eine Gemeinde der Evangelisch-Lutherischen Kirche in Norddeutschland. Das Kirchengebäude ist das einzige Kulturdenkmal des Ortes Harrislee.
- die Kapelle Niehuus, eine Friedhofskapelle bei Niehuus, die zu den Kulturdenkmalen der Gemeinde gehört.
- die dänische evangelisch-lutherische Harreslev danske kirke, eine Gemeinde der Dänischen Kirche in Südschleswig/Dansk Kirke i Sydslesvig
- die römisch-katholische Kirche St. Anna, offenbar benannt nach der ehemaligen Wallfahrtskirche in Klues, gehörend zur Pfarrgemeinde St. Marien Schmerzhafte Mutter mit Sitz in Flensburg[34]
- sowie einen Königreichssaal der Zeugen Jehovas am Rand von Harrislee nach Flensburg hin

## Politik

### Gemeindevertretung
Die letzten Wahlen zur Gemeindevertretung führten zu folgenden Ergebnissen:
| Parteien und Einzelbewerber | Parteien und Einzelbewerber                 | % 2023 | Sitze 2023 | % 2018 | Sitze 2018 | % 2013 | Sitze 2013 | % 2008 | Sitze 2008 | % 2003 | Sitze 2003 | % 1998 | Sitze 1998 | Gemeindewahl 2023Wahlbeteiligung: 46,6 % (2018: 44,1 %) %403020100 20,0 %39,2 %14,3 %25,8 %0,2 %0,4 % SPDSSWGrüneCDUDoegeCollatzGewinne und Verlusteim Vergleich zu 2018 %p 16 14 12 10 8 6 4 2 0 −2 −4 −6 −8−10−9,8 %p+2,3 %p+14,3 %p−7,1 %p−0,2 %p+0,4 %pSPDSSWGrüneCDUDoegeCollatz |
| SPD                         | Sozialdemokratische Partei Deutschlands     | 20,0   | 6          | 29,8   | 7          | 35,4   | 8          | 28,0   | 7          | 32,7   | 7          | 42,1   | 10         | Gemeindewahl 2023Wahlbeteiligung: 46,6 % (2018: 44,1 %) %403020100 20,0 %39,2 %14,3 %25,8 %0,2 %0,4 % SPDSSWGrüneCDUDoegeCollatzGewinne und Verlusteim Vergleich zu 2018 %p 16 14 12 10 8 6 4 2 0 −2 −4 −6 −8−10−9,8 %p+2,3 %p+14,3 %p−7,1 %p−0,2 %p+0,4 %pSPDSSWGrüneCDUDoegeCollatz |
| SSW                         | Südschleswigscher Wählerverband             | 39,2   | 12         | 36,9   | 8          | 33,9   | 7          | 39,6   | 9          | 28,7   | 7          | 29,5   | 7          | Gemeindewahl 2023Wahlbeteiligung: 46,6 % (2018: 44,1 %) %403020100 20,0 %39,2 %14,3 %25,8 %0,2 %0,4 % SPDSSWGrüneCDUDoegeCollatzGewinne und Verlusteim Vergleich zu 2018 %p 16 14 12 10 8 6 4 2 0 −2 −4 −6 −8−10−9,8 %p+2,3 %p+14,3 %p−7,1 %p−0,2 %p+0,4 %pSPDSSWGrüneCDUDoegeCollatz |
| GRÜNE                       | Bündnis 90/Die Grünen                       | 14,3   | 4          | –      | –          | –      | –          | –      | –          | –      | –          | –      | –          | Gemeindewahl 2023Wahlbeteiligung: 46,6 % (2018: 44,1 %) %403020100 20,0 %39,2 %14,3 %25,8 %0,2 %0,4 % SPDSSWGrüneCDUDoegeCollatzGewinne und Verlusteim Vergleich zu 2018 %p 16 14 12 10 8 6 4 2 0 −2 −4 −6 −8−10−9,8 %p+2,3 %p+14,3 %p−7,1 %p−0,2 %p+0,4 %pSPDSSWGrüneCDUDoegeCollatz |
| CDU                         | Christlich Demokratische Union Deutschlands | 25,8   | 8          | 32,9   | 8          | 30,6   | 8          | 31,7   | 7          | 38,6   | 9          | 28,4   | 6          | Gemeindewahl 2023Wahlbeteiligung: 46,6 % (2018: 44,1 %) %403020100 20,0 %39,2 %14,3 %25,8 %0,2 %0,4 % SPDSSWGrüneCDUDoegeCollatzGewinne und Verlusteim Vergleich zu 2018 %p 16 14 12 10 8 6 4 2 0 −2 −4 −6 −8−10−9,8 %p+2,3 %p+14,3 %p−7,1 %p−0,2 %p+0,4 %pSPDSSWGrüneCDUDoegeCollatz |
| EB Doege                    | Einzelbewerber Doege                        | 0,2    | –          | 0,4    | –          | 0,1    | —          | 0,3    | —          | —      | —          | —      | —          | Gemeindewahl 2023Wahlbeteiligung: 46,6 % (2018: 44,1 %) %403020100 20,0 %39,2 %14,3 %25,8 %0,2 %0,4 % SPDSSWGrüneCDUDoegeCollatzGewinne und Verlusteim Vergleich zu 2018 %p 16 14 12 10 8 6 4 2 0 −2 −4 −6 −8−10−9,8 %p+2,3 %p+14,3 %p−7,1 %p−0,2 %p+0,4 %pSPDSSWGrüneCDUDoegeCollatz |
| EB Müller                   | Einzelbewerber Müller                       | –      | –          | –      | –          | —      | —          | 0,4    | —          | —      | —          | —      | —          | Gemeindewahl 2023Wahlbeteiligung: 46,6 % (2018: 44,1 %) %403020100 20,0 %39,2 %14,3 %25,8 %0,2 %0,4 % SPDSSWGrüneCDUDoegeCollatzGewinne und Verlusteim Vergleich zu 2018 %p 16 14 12 10 8 6 4 2 0 −2 −4 −6 −8−10−9,8 %p+2,3 %p+14,3 %p−7,1 %p−0,2 %p+0,4 %pSPDSSWGrüneCDUDoegeCollatz |
| EB Collatz                  | Einzelbewerber Collatz                      | 0,4    | –          | –      | –          | —      | —          | —      | —          | —      | —          | —      | —          | Gemeindewahl 2023Wahlbeteiligung: 46,6 % (2018: 44,1 %) %403020100 20,0 %39,2 %14,3 %25,8 %0,2 %0,4 % SPDSSWGrüneCDUDoegeCollatzGewinne und Verlusteim Vergleich zu 2018 %p 16 14 12 10 8 6 4 2 0 −2 −4 −6 −8−10−9,8 %p+2,3 %p+14,3 %p−7,1 %p−0,2 %p+0,4 %pSPDSSWGrüneCDUDoegeCollatz |
| Gesamt                      | Gesamt                                      | 100    | 30         | 100    | 23         | 100    | 23         | 100    | 23         | 100    | 23         | 100    | 23         | Gemeindewahl 2023Wahlbeteiligung: 46,6 % (2018: 44,1 %) %403020100 20,0 %39,2 %14,3 %25,8 %0,2 %0,4 % SPDSSWGrüneCDUDoegeCollatzGewinne und Verlusteim Vergleich zu 2018 %p 16 14 12 10 8 6 4 2 0 −2 −4 −6 −8−10−9,8 %p+2,3 %p+14,3 %p−7,1 %p−0,2 %p+0,4 %pSPDSSWGrüneCDUDoegeCollatz |
| Wahlbeteiligung             | Wahlbeteiligung                             | 46,6 % | 46,6 %     | 46,6 % | 46,6 %     | 44,5 % | 44,5 %     | 44,5 % | 44,5 %     | 46,9 % | 46,9 %     | 46,6 % | 46,6 %     | Gemeindewahl 2023Wahlbeteiligung: 46,6 % (2018: 44,1 %) %403020100 20,0 %39,2 %14,3 %25,8 %0,2 %0,4 % SPDSSWGrüneCDUDoegeCollatzGewinne und Verlusteim Vergleich zu 2018 %p 16 14 12 10 8 6 4 2 0 −2 −4 −6 −8−10−9,8 %p+2,3 %p+14,3 %p−7,1 %p−0,2 %p+0,4 %pSPDSSWGrüneCDUDoegeCollatz |

### Bürgermeister
Bürgermeister von Harrislee ist seit 2012 Martin Ellermann (parteilos). Zuletzt wurde er bei der Bürgermeisterwahl am 9. Juni 2024 mit 79,9 Prozent der Stimmen wiedergewählt. Seine unterlegene Gegenkandidatin Jutta Lynen erhielt 20,1 Prozent der Stimmen.

### Städtepartnerschaften
Mit der Gemeinde Bov in Dänemark besteht eine Partnerschaft.

## Kultur und Sehenswürdigkeiten

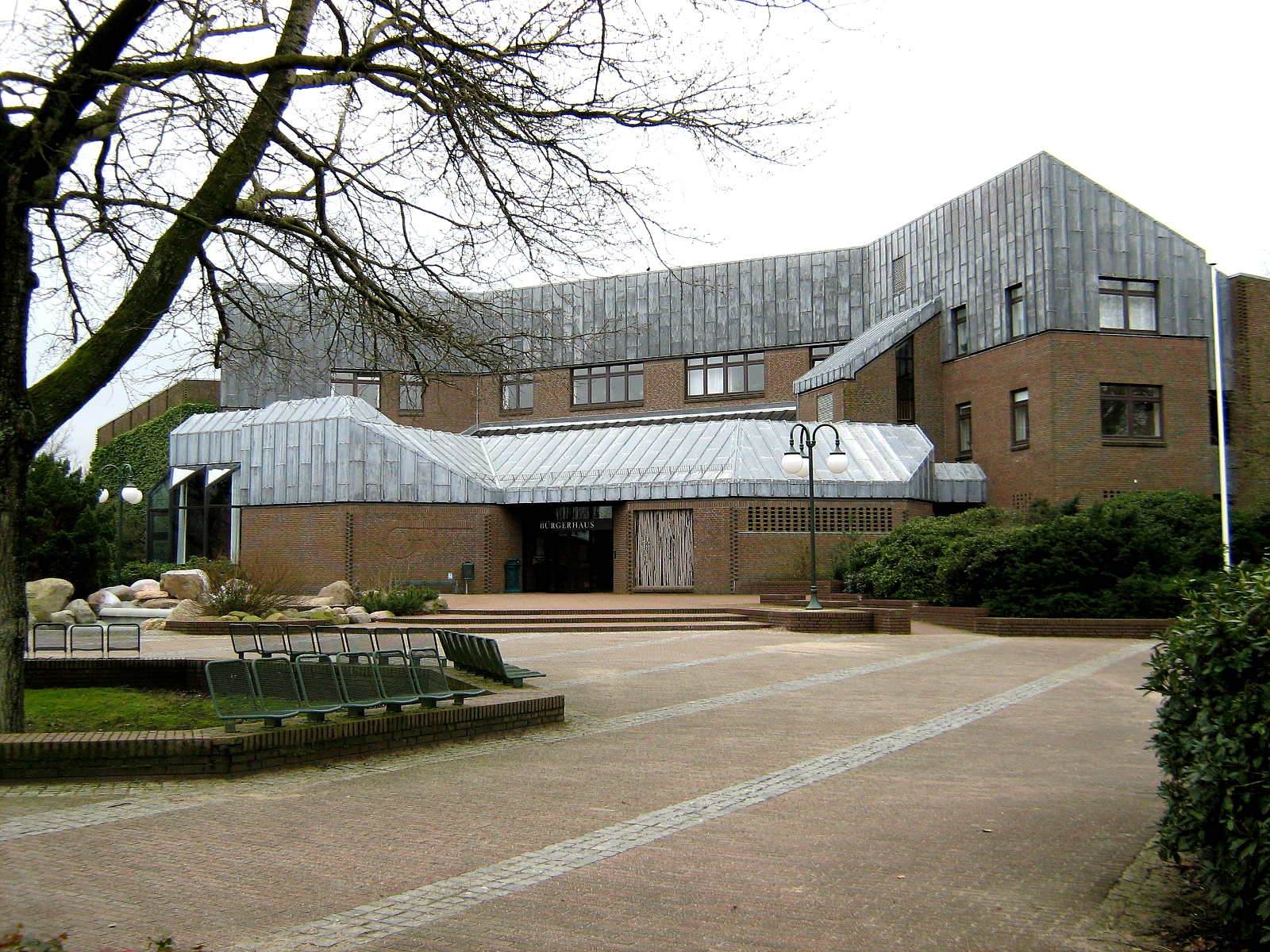
Bürgerhaus von Harrislee

In der Liste der Kulturdenkmale in Harrislee stehen fünf in der Denkmalliste des Landes Schleswig-Holstein eingetragenen Kulturdenkmale. Größtes Kulturdenkmal der Gemeinde ist die Wohnsiedlung Kupfermühle die durch zwölf Einzeleintragungen besonders geschützt ist. Ebenfalls geschützt sind Teile der Zollsiedlung an der Alten Zollstraße ebenfalls bei Kupfermühle. Geschützt sind ansonsten noch die Versöhnungskirche in Harrislee, die Niehuser Kapelle sowie das Landhaus Wassersleben.
Von historischen Interesse ist zudem auch das Café Waldheim. Von 1929 bis 1943 betrieb das Ehepaar Sophie und Amandus Lützen das Café Waldheim in der Harrisleer Hainstraße. Neben dem Ausschank alkoholfreier Getränke betrieben sie dort auch einen kleinen Gemischtwarenladen. Ab dem Jahr 1933, nach der Machtergreifung der NSDAP in Deutschland, wurde das Café zum Treffpunkt von Widerständlern im Dritten Reich aus Harrislee und Umgebung. Sophie und Amandus Lützen waren bekennende Sozialdemokraten. Vor allem wurde über das Café Waldheim die Flucht unzähliger Juden nach Skandinavien organisiert. Im Laufe der Jahre wuchs jedoch der Druck durch die Gestapo, der in der Festnahme des Ehepaars Lützen gipfelte. 1943 wurden das Café und der dazugehörige Laden geschlossen. Amandus Lützen verstarb 1945 unmittelbar nach der Befreiung. Heute ist das ehemalige Café ein Wohnhaus.
An der Straße nach Ellund und an der Umgehungsstraße nach Wassersleben befinden sich Steingräber, unter anderem die Langbetten von Harrislee und der Rovhoj. In Harrislee gibt es mit dem Industriemuseum Kupfermühle ein bedeutsames Zeugnis deutsch-dänischer Industriegeschichte. Beliebtes Naherholungsgebiet ist der Klueser Wald, der zu einem großen Teil zur Gemeinde Harrislee gehört, jedoch vollständig zum Staatsforst Flensburg gehört. Zum Wandern geeignet ist das Tunneltal. Der Ort Harrislee liegt zudem an der Marienhölzung, einem Wald Flensburgs, in dem ein Raubritter auf der Eddeboe gelebt haben soll. An der Grenze zwischen Flensburg und Harrislee liegt beim Stiftungsland Schäferhaus zudem der Nonnenberg. Von touristischen Interesse ist ansonsten noch der Strand von Wassersleben und die generelle Nähe zu Flensburg, wo wesentlich mehr touristische Ereignisse und Objekte zu finden sind.
Ein Theater der Gemeinde befindet sich im Bürgerhaus, in dem sich auch die Gemeindeverwaltung befindet. Daneben gibt es das dänische Amateurtheater Harreslev Amatørscene.
Vor dem Grenzübergang nach Padborg steht ein Mahnmal für die Opfer des Nationalsozialismus.

### Sprache

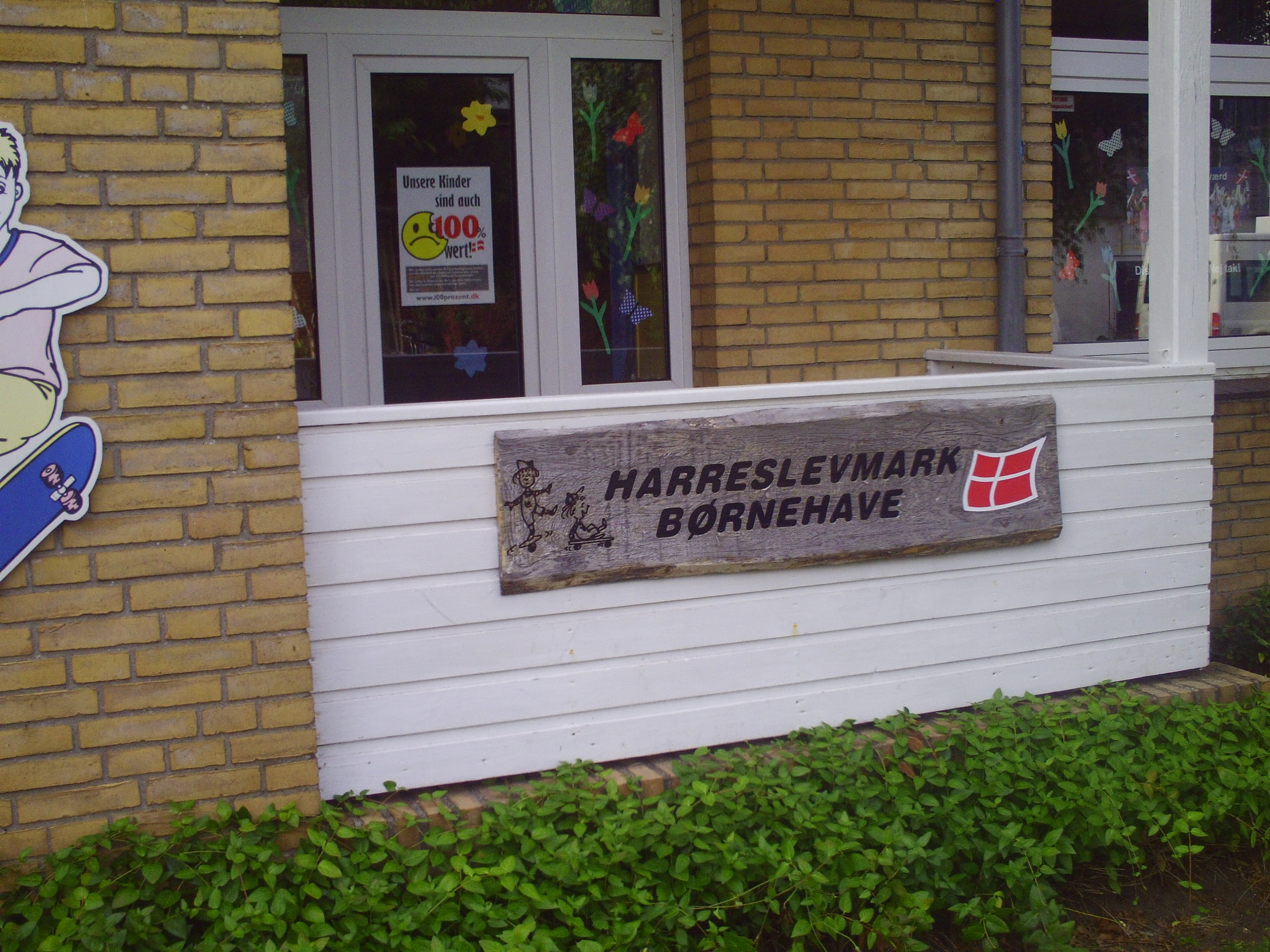
Dänischsprachiger Kindergarten in Harrislee

In Harrislee wird vor allem Deutsch, aber auch Niederdeutsch und Dänisch gesprochen.

### Sport
Der TSV Nord Harrislee ist neben dem dänischen Verein HKUF (Harreslev-Kobbermølle Ungdomsforening e. V.) wohl der bekannteste Verein in Harrislee. Die dominierende Sportart ist ähnlich wie in Flensburg der Handball. Die 1. Damenmannschaft hat schon in der 1. Bundesliga gespielt und spielt aktuell in der 2. Liga.
Auch die Tischtennisabteilung von TSV Nord Harrislee war erfolgreich. Nachdem 1974 alle Bundesligaspielerinnen des TTC Ramsharde zu Harrislee wechselten, gewann die Damenmannschaft auf Anhieb 1975 die deutsche Pokalmeisterschaft in der Besetzung Kirsten Krüger, Monika Kneip und Magrit Trupkovic. 1977 wurde man Zweiter in diesem Wettbewerb (hinter DSC Kaiserberg). Von 1975 bis 1978 marschierte die Mannschaft von der Landesliga in die Bundesliga durch.
Im dänischen Sportverein HKUF werden die Sportarten Badminton, Pétanque, Schwimmen, Taekwondo, Fußball und ebenfalls Handball angeboten. Daneben betreibt die Gemeinde eine öffentliche Kleinschwimmhalle mit Sauna an der Zentralschule. Ferner gibt es eine DLRG-Wachstation in Wassersleben und die Holmberghalle als zentrale Mehrzweckhalle des Ortes.
Es gab bis Ende 2016 eine Eissporthalle, die Gletscherhalle in Kupfermühle, die Schlittschuhlaufen in den Wintermonaten ermöglichte. Zwischen 1989 und 2004 nahm der Flensburg-Harrisleer-Eissport-Club mit der Eishockeyabteilung am Spielbetrieb teil. Zuvor gehörte noch Eisstockschießen, bis 1994, und Eiskunstlauf dazu. Die Eisstocksparte wanderte inzwischen vom FHEC zum SV Adelby nach Flensburg über. Die Schließung ist auf Grund neuer EU-Umweltgesetze für den Gebrauch von Kältemitteln im Kühlsystem der Eishalle zurückzuführen.

## Wirtschaft und Infrastruktur

### Verkehr

#### Motorisierter Individualverkehr
Durch das Gemeindegebiet von Harrislee verläuft die Bundesstraße 200 im Zuge der sogenannten Flensburger Westtangente. Der im Gemeindegebiet befindliche Abschnitt ist bis zur dänischen Grenze autobahnähnlich ausgebaut und wird um den gleichnamigen Hauptort östlich angrenzend herumgeführt. Die Anschlussstelle Flensburg-Duburg bindet den Motorisierten Individualverkehr an die sogenannte Harrisleer Ortsumgehung an. Diese verläuft in westlicher Richtung weiterführend in Verlängerung der Harrisleer Straße im Flensburger Stadtteil Nordstadt. Diese Trasse ist als schleswig-holsteinische Landesstraße 16 ausgewiesen und führt weiter bis zur Landesstraße 17. Diese verläuft in Nord-Süd-Richtung und verbindet den Ortsteil Harrisleefeld mit dem Flensburger Stadtteil Schäferhaus (dort Übergang zur Bundesstraße 199). Westlich der Strecke folgt der Außenbereich vom sogenannten Stiftungsland Schäferhaus-Nord.
Die Bundesautobahn 7 verläuft westlich vom Gemeindegebiet durch Handewitt. Die Anschlussstelle Flensburg/Harrislee (Nr. 2) bindet zunächst an die Bundesstraße 199 an.

#### Öffentlicher Personennahverkehr
Das weiträumige Gemeindegebiet ist in Teilen direkt in das Stadtbusnetz von Flensburg integriert. Hier führen die Linien 1 und 7 zu den Ortsteilen Wassersleben und Kupfermühle. Bis an den Stadtrand vom Flensburger (neuen) Stadtgebiet Ramsharde fährt zudem die Linie 3. Von hier aus sind fußläufig ebenfalls Siedlungen im Ostteil des Ortsteils Harrislee erreichbar. Der Stadtbusverkehr wird aktuell (Stand 2024) vom Verkehrsunternehmen Aktiv Bus Flensburg durchgeführt.
Weitere Ortsteile der Gemeinde Harrislee werden von Regionalbuslinien der Verkehrsbetriebe Schleswig-Flensburg angefahren, beispielsweise der Innenstadtbereich von Harrislee auf den Linien 37 und 39 tagsüber im angenäherten Viertelstundentakt.

### Ansässige Unternehmen
Optisch am präsentesten sind heute die großen Gewerbeflächen die der Bauindustrie dienen. Das Unternehmen Jacob Cement, das seinen Hauptstandort am Flensburger Hafen hat, hat dort einen zweiten Standort für die Region eröffnet.
Eine Besonderheit sind zudem die im Bereich von Harrislee angesiedelten Grenzsupermärkte. Aufgrund der Grenzlage waren/sind diese von den Regelungen der Ladenöffnungszeiten nicht betroffen. Seit Anfang der 1980er Jahre werden die Grenzsupermärkte insbesondere von skandinavischen Besuchern dazu genutzt, in Deutschland günstigere Waren (vor allem betrifft dies Alkohol, Zuckerware und Zigaretten) einzukaufen.

### Feuerwehr in Harrislee
In Harrislee ist die Landesfeuerwehrschule des Landes Schleswig-Holstein ansässig und verfügt im Gewerbegebiet „Am Oxer“ über ein modernes Übungsgelände. Außerdem befindet sich in Harrislee die für Teile Schleswig-Holsteins zuständige Regionalleitstelle Nord, welche auch die Leitstelle in der Stadt Flensburg der Feuerwehr Flensburg ersetzt. Für den Brandschutz in den Ortsteilen der Gemeinde sorgen drei Freiwillige Feuerwehren, daneben existiert eine Jugendfeuerwehr.

### Bildung
Neben der Zentralschule Harrislee gibt es mit der Harreslev Danske Skole und der Kobbermølle Skole zwei dänische Schulen in der Gemeinde. Eine kleine Oberstufe mit einer technischen Ausrichtung wird seit 2014 mit Hilfe der Flensburger Eckener Schule realisiert. Die Zentralschule Harrislee fungiert bei diesem Angebot als Außenstelle der Eckener Schule. Gewöhnlich wird das Abitur jedoch direkt an den Gymnasien in Flensburg abgelegt, wo ein breiteres Angebot besteht. Auch die weiteren an diese Grundausbildung anschließenden Schulen und Lehreinrichtungen sind in Flensburg zu finden, beispielsweise auch die Handelslehranstalt oder die Universität Flensburgs. Harrislee unterhält jedoch eine eigene Volkshochschule. Die kleine Gemeindebücherei Harrislees wird durch die Leihverkehrs- und Ergänzungsbibliothek in Flensburg unterstützt.

### Zentrum von Harrislee
Das heutige Zentrum von Harrislee, in Gestalt eines Marktplatzes, hat wenig Ähnlichkeit mit der wesentlich größeren Flensburger Innenstadt, sondern am ehesten Ähnlichkeit mit dem Stadtteilzentrum Twedter Plack im Flensburger Stadtteil Mürwik, wo ebenfalls ein kleiner Wochenmarkt zu finden ist, aber die ansässigen Geschäfte ebenfalls größer sind als die am Marktplatz von Harrislee. Trotz des angrenzenden Bürgerhauses (Rathauses) mit der kleinen Bücherei und der etwas abgelegenen kleinen evangelischen Hauptkirche hat das Zentrum von Harrislee offensichtlich eher die Funktion eines Stadtteilzentrums. Die Flensburger Innenstadt ist sogar noch weniger weit entfernt als von Mürwik aus. Neben drei Supermärkten und Bankfilialen befinden sich noch weitere kleinere Geschäfte beim Harrisleer Marktplatz. Am Rande des Marktplatzes sitzen und stehen Skulpturen in der Gestalt von fröhlichen und ausgelassenen Menschen des Bildhauers Bernd Maro.

## Persönlichkeiten

### Söhne und Töchter
- Elise Mahler (1856–1924), Malerin, Grafikerin und Fotografin
- Willy-August Linnemann (1914–1985), deutsch-dänischer Schriftsteller. In Harrislee ist seine Erzählung „Slesvigsk legende“ (1979) angesiedelt.
- Hans-Werner Iversen (1928–2012), von 1962 bis 1992 Bürgermeister von Harrislee (CDU) und bisher einziger Ehrenbürger der Gemeinde[51]

### In Harrislee gewirkt
- Ulrich Rüß (* 1943), evangelisch-lutherischer Theologe war 1970–1982 Pastor in Harrislee
- Wilhelm Schmehl (1892–1962), sozialdemokratischer Widerstandskämpfer, von 1948 bis 1958 Bürgermeister von Harrislee